# Laura Leclair
Laura Leclair (Gatineau, 15 gennaio 1997) è una fondista canadese.

## Biografia
Attiva in gare FIS dal dicembre del 2013, la Leclair ha esordito in Coppa del Mondo il 19 marzo 2017 a Québec (57ª) e ai Campionati mondiali a Oberstdorf 2021, dove si è classificata 57ª nella 10 km, 51ª nella sprint, 48ª nello skiathlon e 9ª nella staffetta; l'anno dopo ai XXIV Giochi olimpici invernali di Pechino 2022, suo esordio olimpico, si è piazzata 51ª nella 30 km e 58ª nella sprint.